# Staurodesmus phimus
Staurodesmus phimus  là một loài Song tinh tảo trong họ Desmidiaceae, thuộc chi Staurodesmus.